# Arvid Lindman
Salomon Arvid Achates Lindman (19 tháng 9 năm 1862 – 9 tháng 12 năm 1936) là chuẩn đô đốc, nhà tư bản công nghiệp lớn và chính trị gia bảo thủ người Thụy Điển, giữ chức Thủ tướng Thụy Điển từ năm 1906 đến năm 1911 và một lần nữa từ năm 1928 đến năm 1930.
Ông là lãnh đạo đảng cánh hữu Liên minh Tổng tuyển cử (Allmänna valmansförbundet) giữa năm 1912 và năm 1935 cũng như là lãnh đạo Lantmanna- och borgarepartiet (đảng viên của Liên minh Tổng tuyển cử) từ năm 1913 đến năm 1935, ngoại trừ một thời gian ngắn năm 1917 khi ông là Bộ trưởng Ngoại giao.
Hai nhiệm kỳ thủ tướng của ông, từ năm 1906 đến năm 1911 và từ năm 1928 đến năm 1930, đã kéo dài sự ra đời của hệ thống nghị viện và phổ thông đầu phiếu.
Lindman kết hôn với Annie Almström năm 1888, và có với nhau 3 người con. Ông là em họ của Alex Lindman.